# فرانسیسکو دوررونسورو
فرانسیسکو دوررونسورو (انگلیسی: Francisco Dorronsoro؛ زادهٔ ۲۲ مهٔ ۱۹۸۵) بازیکن فوتبال اهل اسپانیا است.
از باشگاه‌هایی که در آن بازی کرده‌است می‌توان به باشگاه فوتبال آلکورکون و باشگاه فوتبال آلباسته بالومپیه اشاره کرد.